# Stefan Schmatz
Stefan Schmatz (* 20. August 1968 in Kassel) ist ein deutscher Physikochemiker und Theoretischer Chemiker. Seit 1999 forscht und lehrt er an der Georg-August-Universität Göttingen, seit 2006 als außerplanmäßiger Professor.

## Leben
Nach dem Abitur am Friedrichsgymnasium in Kassel 1987 begann Schmatz zwei Jahre später mit dem Studium der Chemie in Göttingen, das er 1993 mit dem Diplom bei Jürgen Troe abschloss. Parallel studierte er seit 1990 Physik und erreichte in dieser Fachrichtung 1995 ebenfalls das Diplom. Er wurde 1997 als Stipendiat der Studienstiftung des Deutschen Volkes mit einer Arbeit über „Globale Potentialhyperflächen und genaue Schwingungszustandsdichten am Beispiel der Kationen HN2+und HCO+ “  bei Peter Botschwina zum Doktor rer. nat. promoviert.
In den Jahren 1997 bis 1999 forschte Schmatz am University College London mit David C. Clary, FRS. Dabei wurde er als Forschungsstipendiat der BASF gefördert. Danach kehrte er nach Göttingen zurück, um dort am Institut für Physikalische Chemie als wissenschaftlicher Assistent zu wirken. Mit der Schrift „Theoretische Untersuchungen zur Dynamik von nukleophilen Substitutionsreaktionen“ habilitierte er sich und erwarb die Venia Legendi für die Fächer Physikalische Chemie und Theoretische Chemie. 2006 wurde er zum außerplanmäßigen Professor ernannt.
2006 begann Schmatz ein Studium der Mathematik, das er 2009 mit dem Diplom abschloss.

## Werk
Schmatz' Hauptinteresse gilt der Dynamik chemischer Reaktionen, insbesondere komplexbildender bimolekularer Reaktionen, die er mit quantenmechanischen Verfahren untersucht. Weitere Forschungsgebiete sind Resonanzen in chemischen Reaktionen und statistische Verfahren zur Berechnung von Molekülparametern. Anwendungsbezogene Schwerpunkte sind die organische Katalyse sowie organische und anorganische (hier insbesondere in der Siliziumchemie) Reaktionsmechanismen mit mehreren Übergangszuständen und die zeitaufgelöste Röntgenspektroskopie.
Schmatz hat wichtige Beiträge zur Aufklärung der Modenselektivität in komplexbildenden chemischen Reaktionen geliefert und die theoretische Beschreibung von Reaktionen mit mehr als vier Atomen vorangetrieben.
Schmatz hat sich mit Karl May – besonders der Bibliografie und der Werkgeschichte – beschäftigt. Zusammen mit Wolfgang Hermesmeier schrieb er neben diversen Monographien 14 Jahre lang (von Mai 2002 bis Mai 2016) Beiträge für das Magazin Karl May & Co.

## Publikationen (Auswahl)
- Theoretical study of the rovibrational energy spectrum and the numbers and densities of bound vibrational states for the system HCO+ – HOC+, M. Mladenovic and S. Schmatz, Chem. Phys. 109, 4456 (1998).
- Quantum dynamics on SN2 reactions: Influence of azimuthal rotations, S. Schmatz and D. C. Clary, J. Chem. Phys. 109, 8200 (1998).
- Four-mode calculations of resonance states of intermediate complexes in the SN2 reaction Cl− + CH3Cl' -> ClCH3 + Cl'−, S. Schmatz and J. Hauschildt, J. Chem. Phys. 118, 4499 (2003).
- Quantum dynamics of gas-phase SN2 reactions, S. Schmatz, ChemPhysChem 5, 600 (2004)
- Chiral thiourea-based bifunctional organocatalysts in the asymmetric nitro-Michael addition: A joint experimental-theoretical study, D. Yalalov, S. B. Tsogoeva and S. Schmatz, Adv. Synth. Catal. 348, 826 (2006).
- Ab initio treatment of time-resolved x-ray scattering: Application to the photoisomerization of stilbene, A. Debnarova, S. Techert  and S. Schmatz, J. Chem. Phys. 125, 224101 (2006).
- Rotational effects in complex-forming bimolecular substitution reactions: A quantum-mechanical approach, C. Hennig and S. Schmatz, J. Chem. Phys. 131, 224303 (2009).